# Wotton Underwood
Wotton Underwood è un villaggio dell'Inghilterra situato nella contea del Buckinghamshire, nella regione del Sud Est. Si trova a circa 11 km da Thame. Il toponimo deriva dall'inglese antico farm near a wood, che in italiano significa "fattoria vicino a una foresta". Si hanno notizie della cittadina nella Cronaca anglosassone e nel Domesday Book. Il suffisso underwood (in italiano "vicino alla foresta") è stato aggiunto in seguito per distinguere il villaggio da altri omonimi. Esso si riferirebbe alla vicinanza con la foresta di Bernwood.
Il maniero presente nel villaggio venne costruito nel XVII secolo e fu proprietà di John Gielgud. Alla morte di quest'ultimo, l'edificio venne acquistato dai coniugi Tony e Cherie Blair al prezzo di 4 milioni di sterline.